# Nothomicrodon aztecarum
Nothomicrodon aztecarum är en tvåvingeart som beskrevs av Wheeler 1924. Nothomicrodon aztecarum ingår i släktet Nothomicrodon och familjen blomflugor.
Artens utbredningsområde är Panama. Inga underarter finns listade i Catalogue of Life.